# Gårdsjö kyrka
Gårdsjö kyrka, tidigare Gårdsjö kapell, är en kyrkobyggnad i Hova-Älgarås församling (före 2006 Hova församling) i Skara stift. Den ligger i stationssamhället Gårdsjö i Gullspångs kommun.

## Historia
En begravningsplats anlades 1932 på mark som skänkts av Katrinefors bruk och 1934 uppfördes en klockstapel, ritad av Julius Samuelsson. Därefter tillkom kapellet på initiativ från Gårdsjö kapellförening.

## Kyrkobyggnaden
Kapellet uppfördes 1939 i nationalromantisk stil efter ritningar av Julius Samuelsson. Exteriör med grov, stående, brun träpanel och brant, valmat sadeltak och småspröjsade fönster. Över nockmitten sitter en plåtklädd takryttare. Interiören är målad och har ett högvälvt medeltidsinspirerat klöverbladstak. Intill själva kyrksalen invid västgaveln finns även en församlingssal. Entré från norra sidan. Kyrksalen har mittgång och altaret är beläget intill fondväggen i det separata koret.  

## Inventarier
- Altarmålningen är en triptyk utförd av Folcke Löwendahl.
- Orgeln är byggd 1957 av Nordfors och Co.